# Stadtkirche Kröpelin

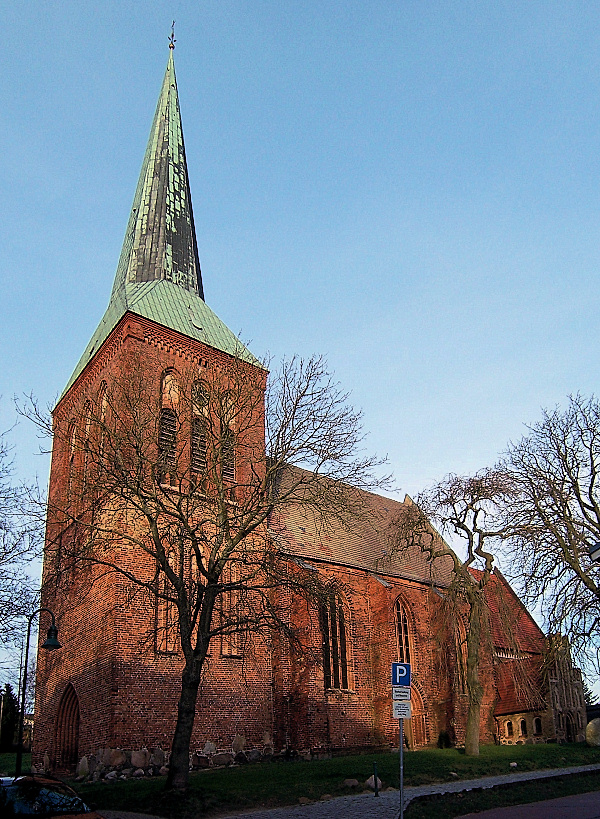
Evangelische Kirche in Kröpelin

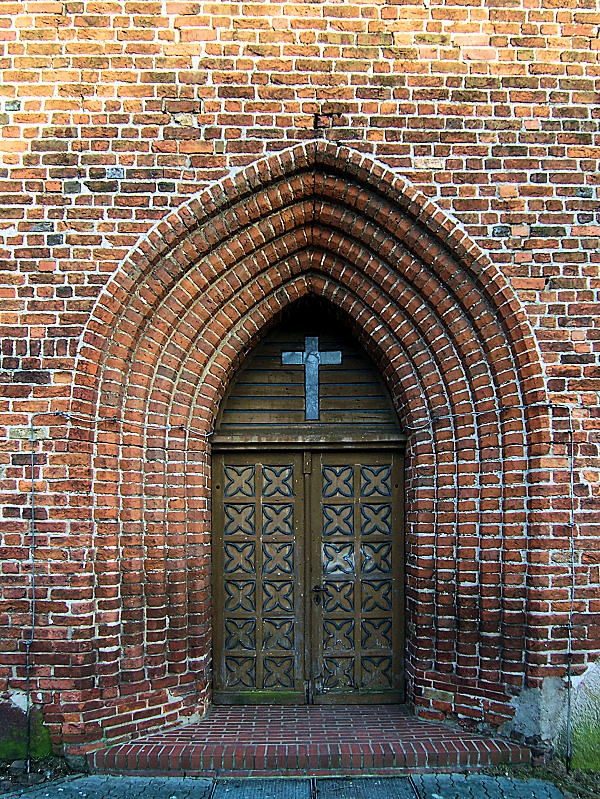
Das Portal

Die evangelische Stadtkirche Kröpelin ist ein denkmalgeschütztes Kirchengebäude in Kröpelin im Landkreis Rostock (Mecklenburg-Vorpommern). Sie steht auf einer kleinen Anhöhe hinter dem Marktplatz. Die evangelische Kirchengemeinde gehört zur Propstei Rostock im Kirchenkreis Mecklenburg der Evangelisch-Lutherischen Kirche in Norddeutschland.

## Geschichte und Architektur
Mit dem Bau einer ersten Backsteinkirche mit einem zweijochigen Chor und einer Sakristei an der Nordseite wurde um 1270 begonnen. Das breitere dreijochige Schiff wurde zu Anfang des 14. Jahrhunderts gebaut. Der wuchtige Westturm steht auf einem querrechteckigen Grundriss, sein Sockelgeschoss wurde im 15. Jahrhundert errichtet. Die Südvorhalle des Chores und die Sakristei wurden im 18. Jahrhundert stark verändert. Die Südvorhalle ist mit reichen Zinnengiebel ausgestattet. Die Gewände und das Maßwerk der Spitzbogenfenster und das südliche Seitenportal wurden bei der Renovierung von 1861 bis 1862 erneuert. Das Turmobergeschoss und der Helm wurden von 1882 bis 1883 nach einem Entwurf der Architekten A. Oppermann und H. Tischbein neu aufgesetzt.
Das in Backstein gemauerte Schiff steht auf einem Feldsteinsockel. Die Wände sind durch Strebepfeiler gegliedert. Im mittleren Joch befindet sich auf jeder Seite ein Rücksprungportal mit glasierten Gewänden. Die Priesterpforte an der Südseite ist reich gegliedert, die Gewändesäulen sind eingestellt, die Archivolten sind mit Lilienblüten und Blattkapitellen verziert. Der Chor ist bis auf die Fensterbankhöhe in Feldstein gemauert.
Im Innenraum ruhen Kreuzrippengewölbe des späten 13. Jahrhunderts über Runddiensten.
Die Rundbögen über den rechteckigen Wandpfeilern sind ebenso wie der Triumphbogen glasiert. In die Seitenwände sind tiefe Nischen eingelassen, die südliche schließt in Kleeblattform. An beiden Seitenwänden stehen schlicht gehaltene Emporen aus Holz.
Zum Ende des 18. Jahrhunderts wurden Reste von Wandmalereien aus der zweiten Hälfte des 14. Jahrhunderts freigelegt und 1901 restauriert. Später wurde die Darstellung des Hl. Christophorus übertüncht und bei der Neuausmalung des Innenraumes im Jahr 1948 erneut aufgedeckt.

## Ausstattung
Eines der ältesten Objekte in der Kirche ist ein geritzter Grabstein für einen Geistlichen aus dem 14. Jahrhundert.
1419 wurde die Bronzeglocke gegossen. Sie trägt die Inschrift O rex glorie christe veni cum pace amen. (deutsch: „O König der Ehre, Christus, komme mit Frieden. Amen.“). Das Taufbecken aus Bronze wurde 1508 von Andreas Ribe aus Rostock gegossen. Der Kessel in Glockenform steht auf drei Füßen. Er ist mit Ornamentbändern, einem Kruzifix und Wappenreliefs verziert und trägt die umlaufende Inschrift anno domini MV VIII in die passionis domini fontis opus eximium per me fecit andreas riwen + dominus nicolaus quast. rex glorie jhesu christe veni cum pacem. amen.
Reste mittelalterlicher Ausmalung mit einem Motiv der heiligen drei Könige und Maria wurden 2005 an der Nordseite des Chores freigelegt. Das Christopheruswandbild rechts hinter dem Altar geht auf das 15. Jahrhundert zurück, wurde seitdem aber häufig übermalt, verändert und erweitert. So kam die Kirche im Hintergrund 1899 dazu und die Ausweitung auf die Wand links des Altars erfolgte 2005.
Der Kronleuchter aus Messing mit zwölf Armen wurde am 23. Mai 1705 vom Rostocker Kupferschmiedemeister Badtensch und seiner Ehefrau gestiftet. Die Kirche beherbergt einige bemerkenswerte sakrale Gegenstände, wie zwei Kelche und Patenen vom 18. Jahrhundert, aus vergoldetem Silber. Eine Dose aus Silber ist von 1749, die beiden Weinflaschen aus Silber wurden 1795 gefertigt.
Die barocke Kanzel stammt aus dem Jahr 1786, ist schlicht gehalten, Korb und Aufgang sind durch Pilaster gegliedert. Bei Restaurierungsarbeiten wurde 1948 der Schalldeckelaufsatz entfernt und da die ursprünglichen Ausmalungen der Kassetten, da eine Restaurierung nicht möglich war, durch neue Ausmalungen des Malermeisters Mierow ersetzt.
Die neugotische Altarwand wurde 1857 angefertigt, sie ist mit einem Kreuzigungsgemälde von Gaston Lenthe ausgestattet. Das Gemälde wurde 1988 gestohlen, 1990 erhielt die Gemeinde es aber zurück. Da es in der Zwischenzeit gefaltet wurde, war es jedoch erheblich beschädigt und konnte zunächst nicht wieder im Altar gezeigt werden. Eine Restauration wurde erst 2004 durch eine größere Einzelspende und Unterstützung durch Gemeindemitglieder möglich. Die Kosten beliefen sich auf 7600,- Euro.

## Orgel
Die Brüstung der Orgelempore ist reich gegliedert, sie wurde vermutlich in der zweiten Hälfte des 19. Jahrhunderts gebaut. Friedrich Wilhelm Winzer schuf die Orgel im Jahr 1845. Sie verfügt über 14 Register, die auf zwei Manuale und Pedal verteilt sind, und insgesamt 837 Pfeifen. Der sechsachsige Prospekt ist mit Fialen, Rosetten und spitzbogigem Schnitzwerk neugotisch gestaltet. Die Orgel wurde in zwei Registern umdisponiert. Sie ist dringend sanierungsbedürftig. Die Orgel hat folgende Disposition:
| I Manual C–f3                    |     |
| Bordon                           | 16′ |
| Prinzipal                        | 8′  |
| Gedact                           | 8′  |
| Hohlflöte                        | 8′  |
| Viola di Gamba (jetzt: Flöte 2′) | 8′  |
| Octave                           | 4′  |
| Mixtur IV                        | 3′  |

| II Manual C–f3    |     |
| Lieb. Gedackt     | 16′ |
| Flauto traverso   | 8′  |
| Lieb. Gedackt     | 8′  |
| Geigend Principal | 4′  |

| Pedal C–d1                     |     |
| Subbass                        | 16′ |
| Gedactbass                     | 8′  |
| Violoncello (jetzt: Oktave 4`) | 8′  |

- Koppeln: Manual-Coppel, Pedal-Coppel
- Calcantenruf

## Fotos

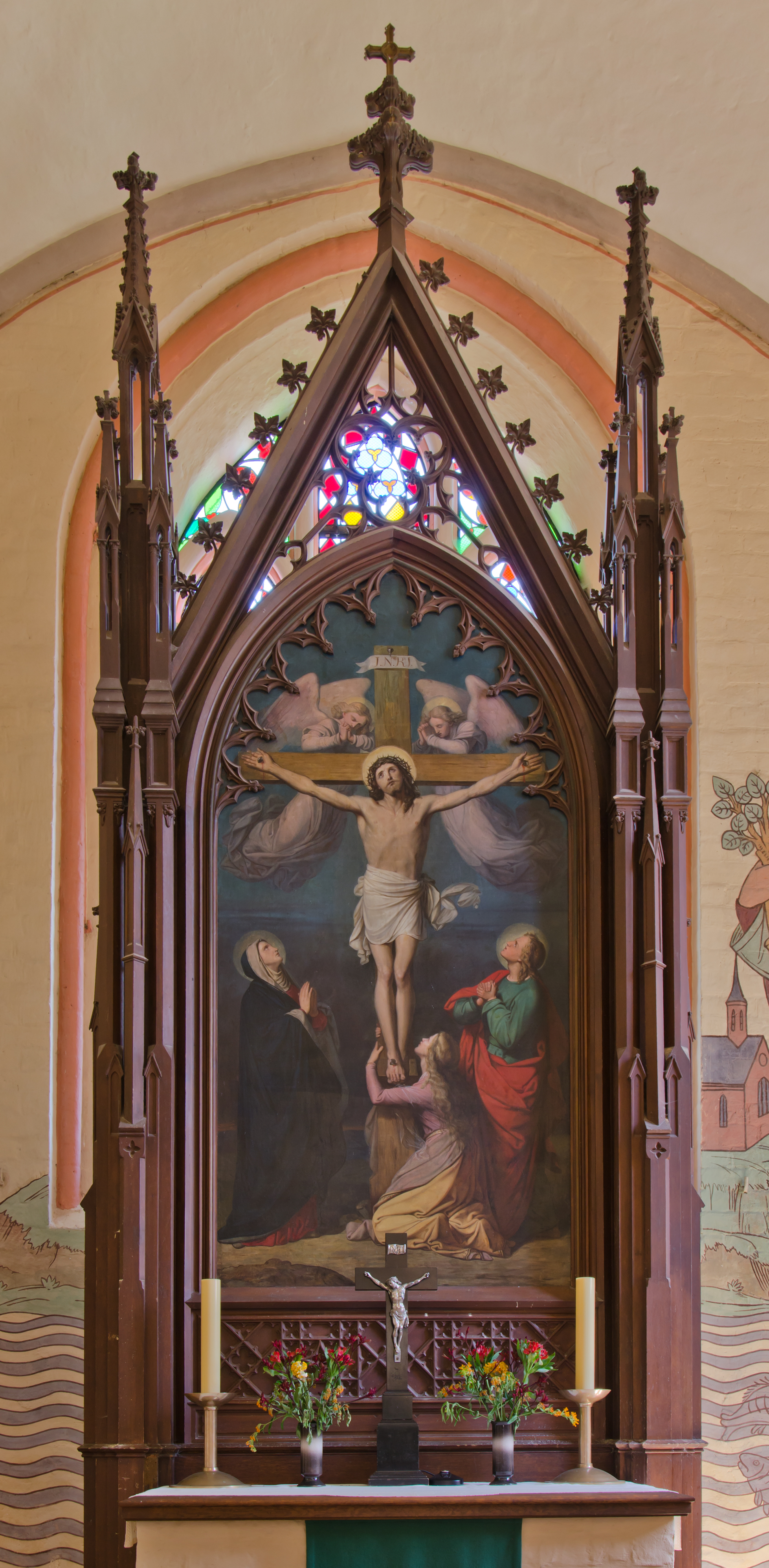
Altar
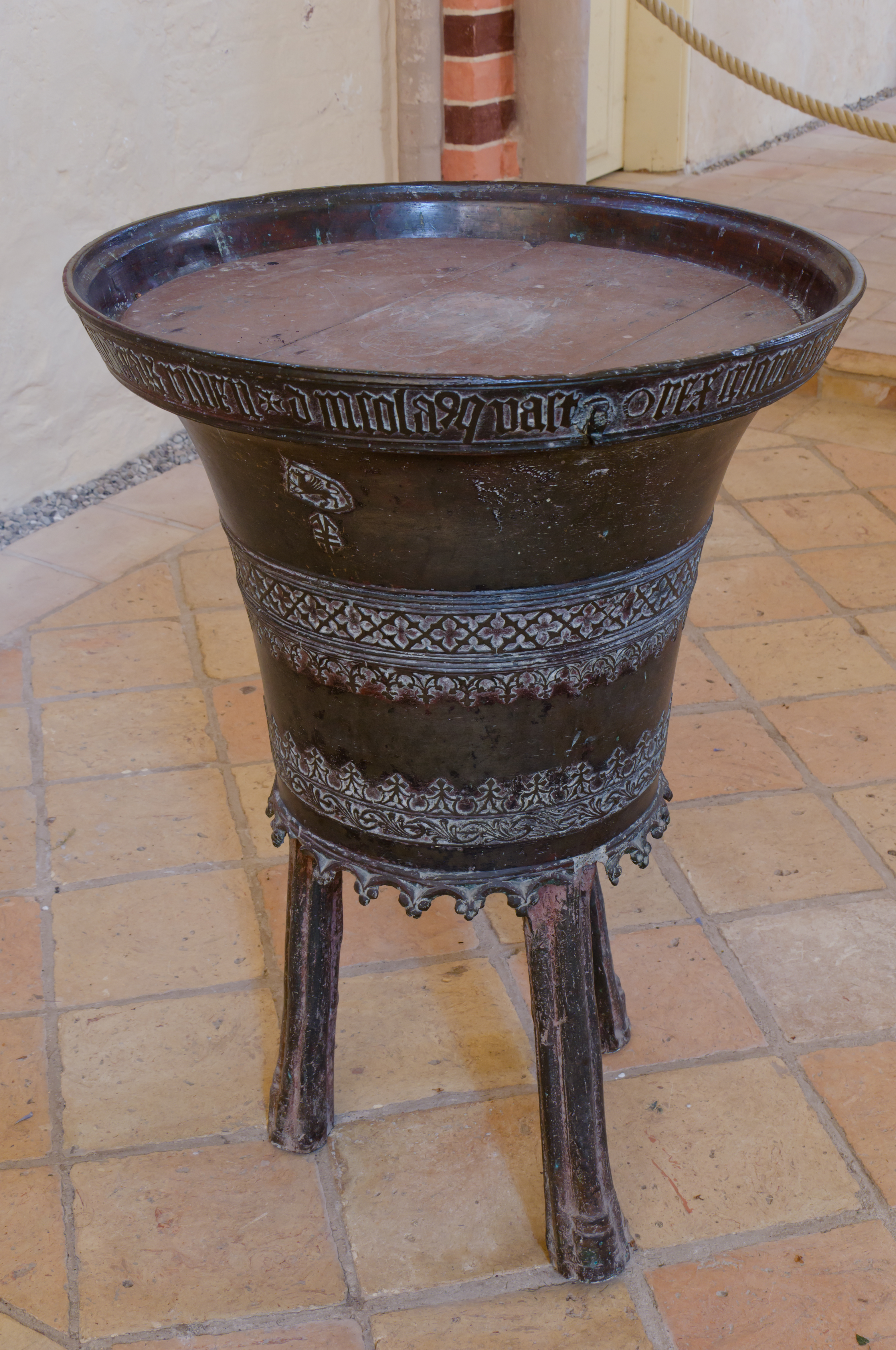
Taufbecken
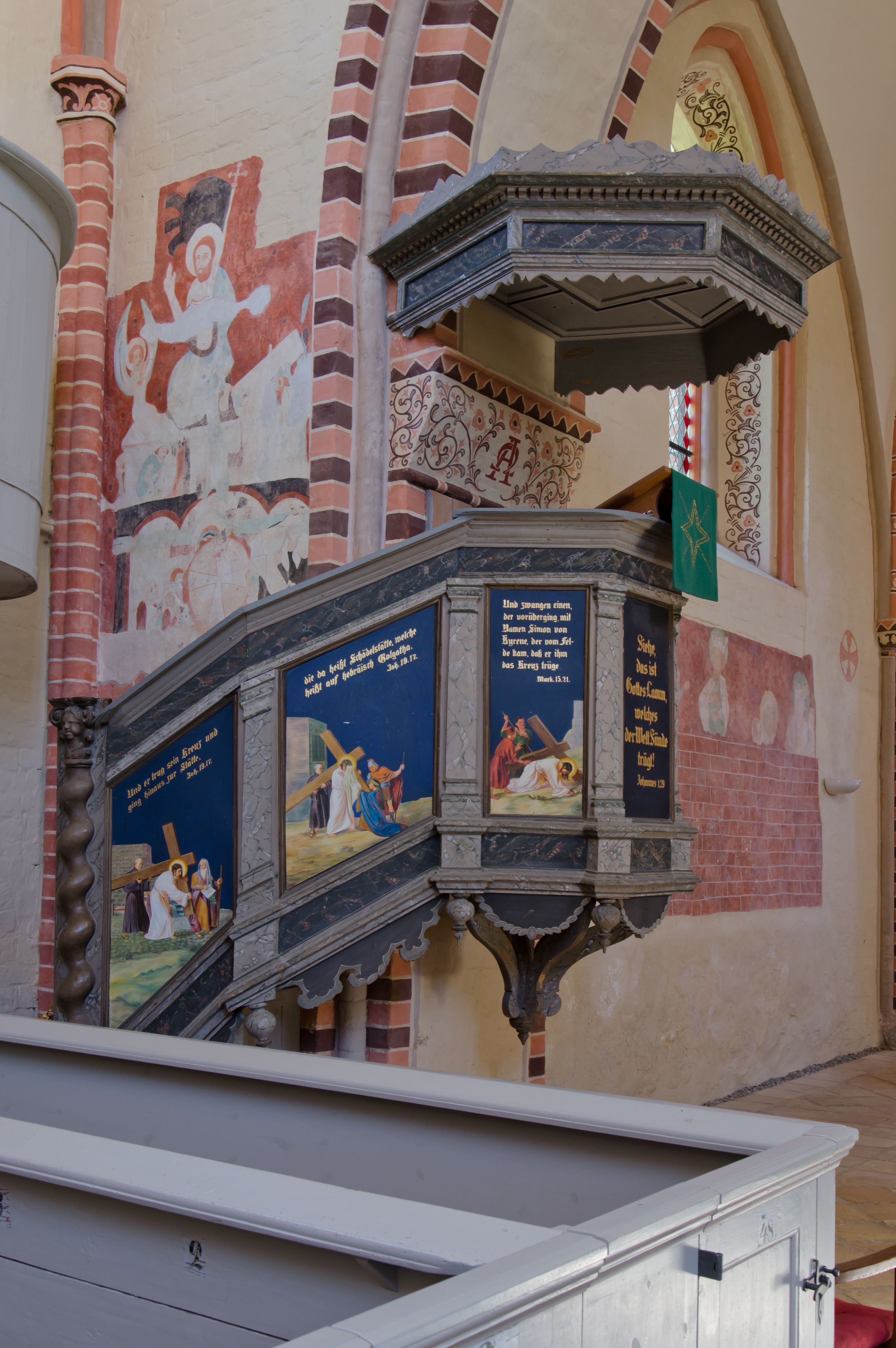
Kanzel
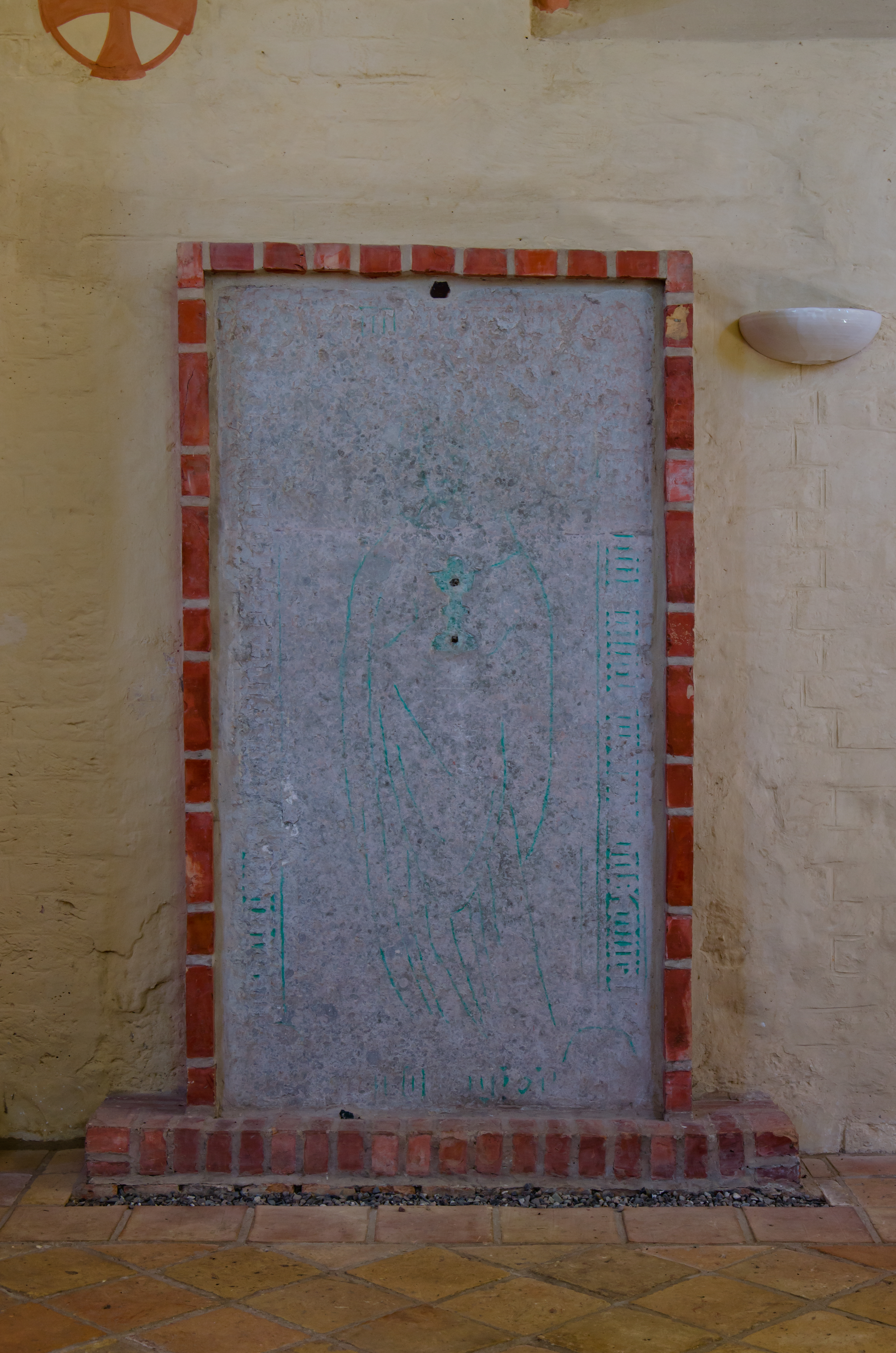
Grabstein
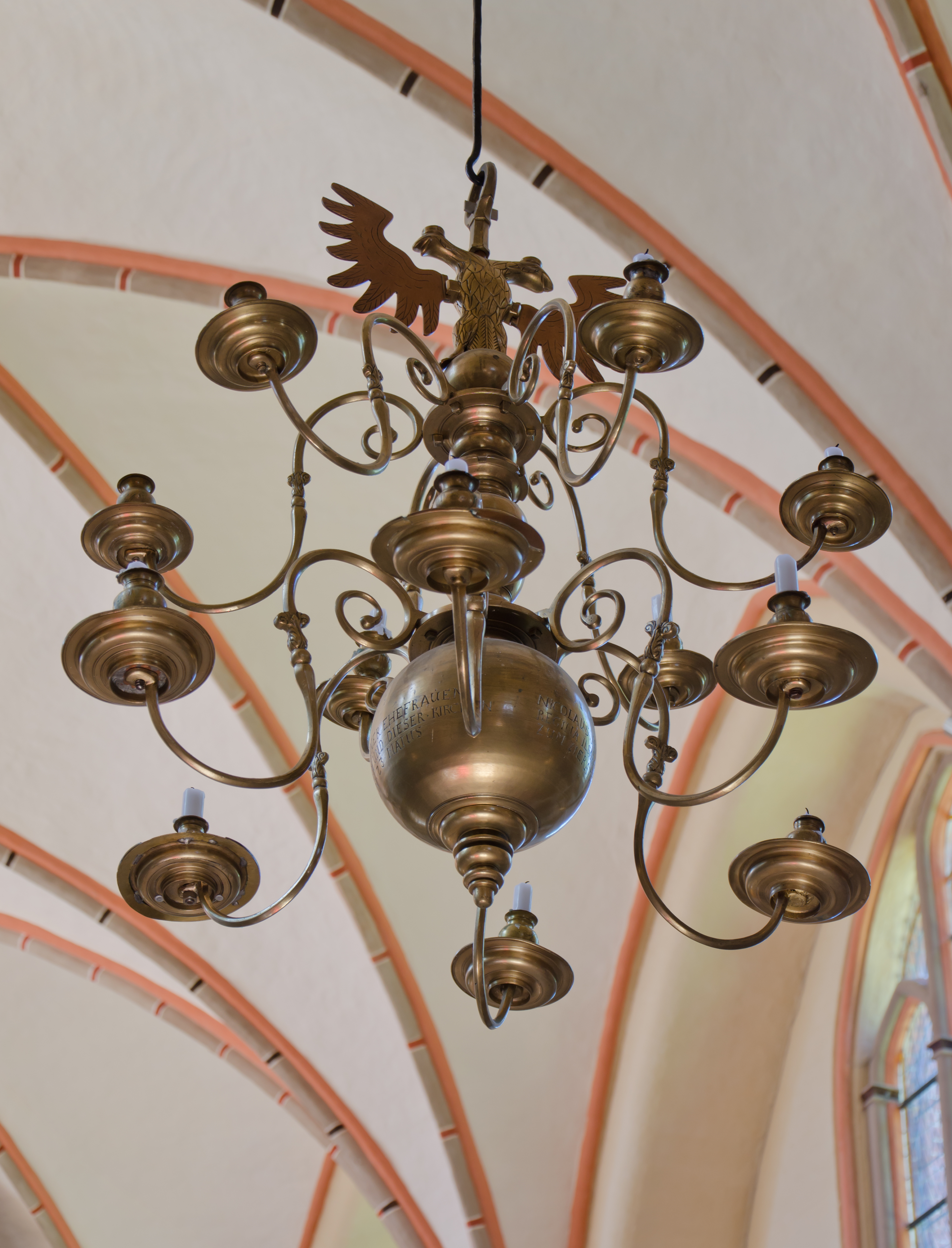
Leuchter
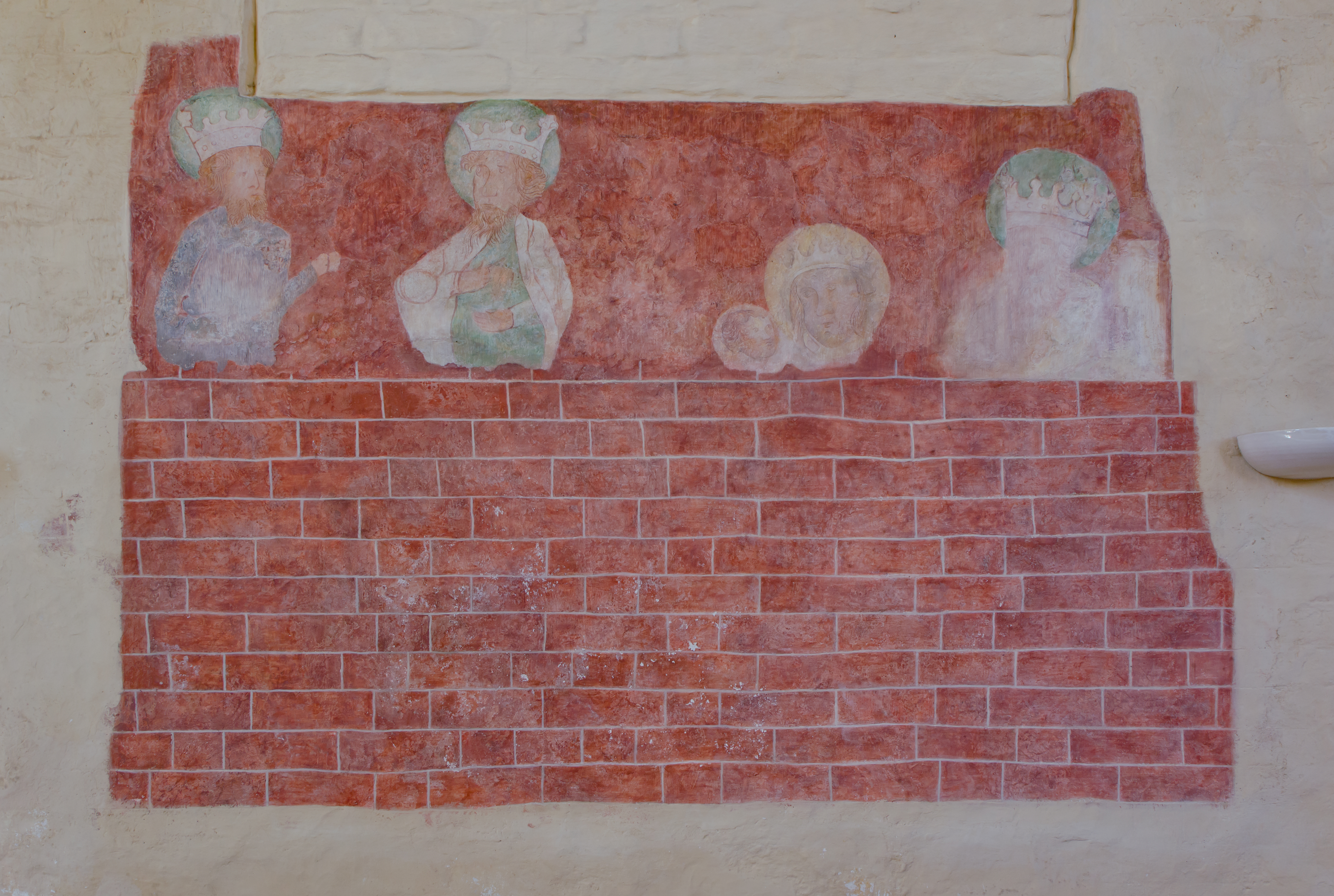
Fresko an der Chornordseite
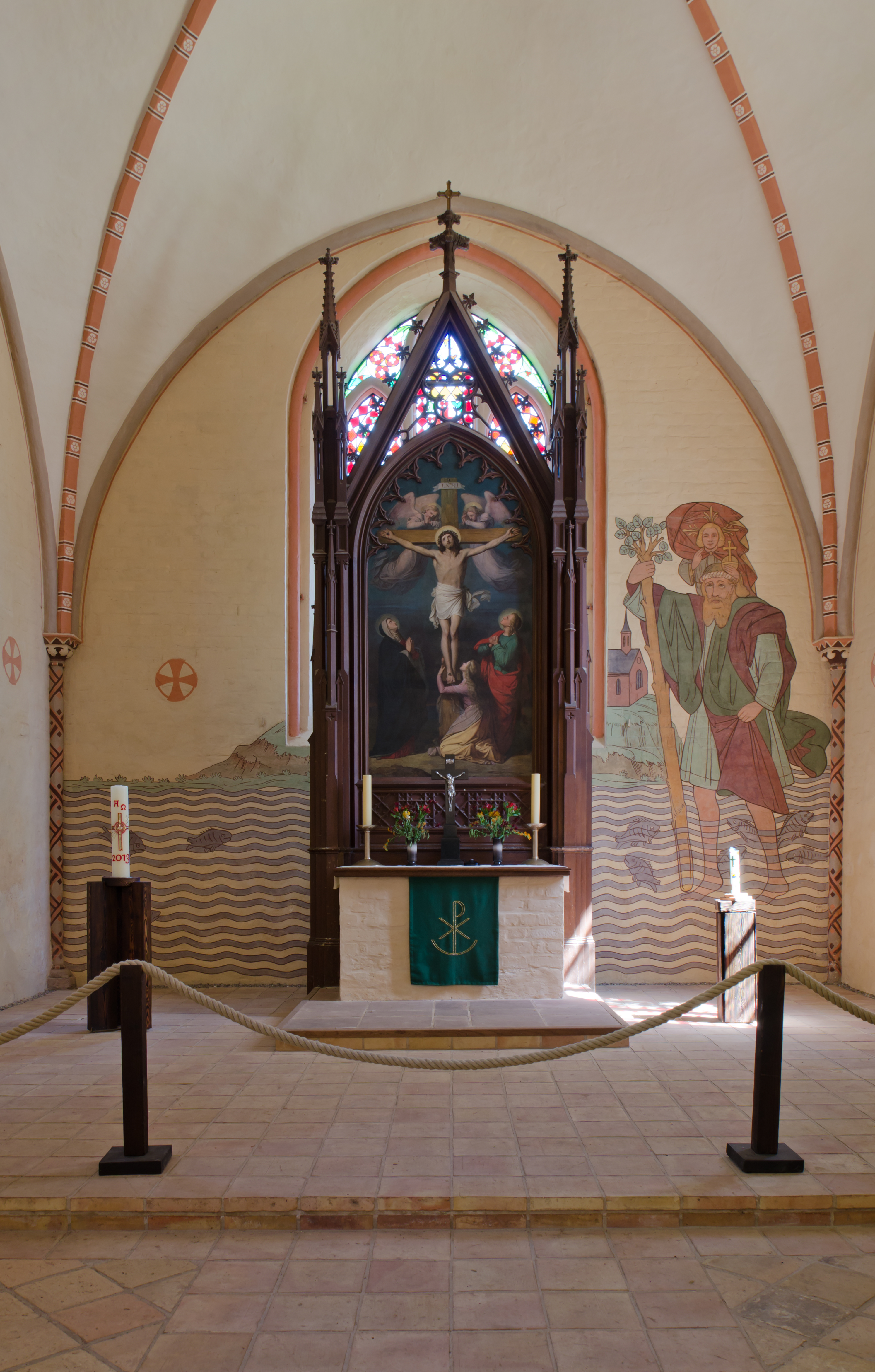
Altar mit Christopherusbild
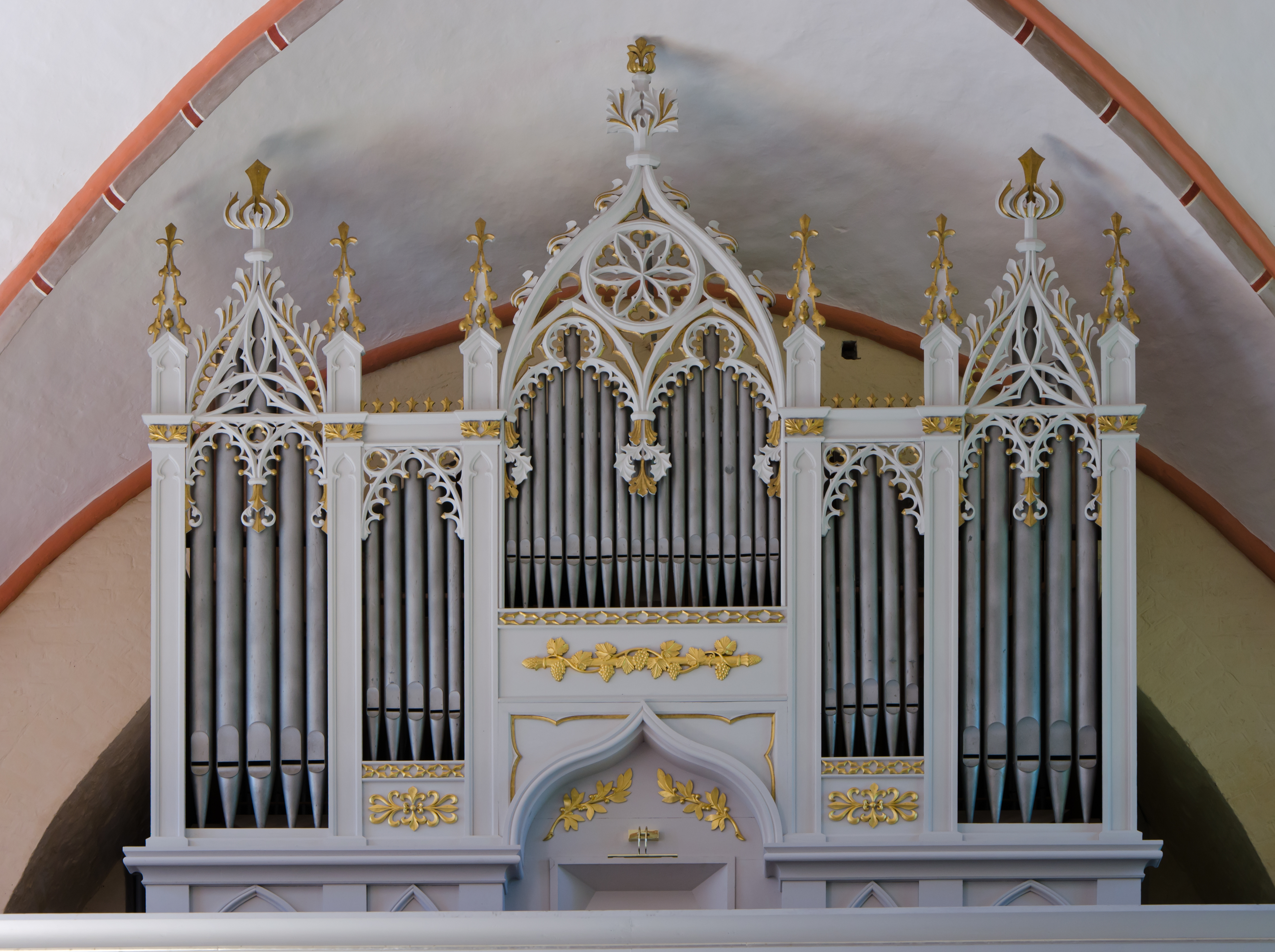
Orgel

## Sonstige Nutzung
Die Kirche wird auch für Kulturveranstaltungen und Vorträge wie z. B. die Deutsch-Israelischen Kulturtage und Adventskonzerte genutzt.